# Fórmula de Riemann–Siegel
En matemática, la fórmula de Riemann–Siegel es una fórmula asintótica para el error que se comete en la ecuación funcional aproximada de la función zeta de Riemann, una aproximación de la función zeta mediante las suma de dos series de Dirichlet finitas. Esta fue encontrada por Siegel (1932) en unos manuscritos no publicados de Bernhard Riemann  alrededor de los años 1850s. Siegel convirtió esta en la fórmula integral de Riemann–Siegel, una expresión para la función zeta en la que intervienen integrales de contorno. Es a menudo usada para calcular valores de la fórmula de Riemann–Siegel, a veces en combinación con el algoritmo de Odlyzko–Schönhage, lo cual aumenta la velocidad de los cálculos considerablemente.
Si M y N son dos números enteros no negativos, entonces la función zeta es igual a 

{\displaystyle \zeta (s)=\sum _{n=1}^{N}{\frac {1}{n^{s}}}+\gamma (1-s)\sum _{n=1}^{M}{\frac {1}{n^{1-s}}}+R(s)}

donde:
- {\displaystyle \displaystyle \gamma (s)=\pi ^{1/2-s}\Gamma (s/2)/\Gamma ((1-s)/2)}    es un factor que aparece en la ecuación funcional ζ(s) = γ(s) ζ(1 − s), y

- {\displaystyle R(s)={\frac {-\Gamma (1-s)}{2\pi i}}\int {\frac {(-x)^{s-1}e^{-Nx}dx}{e^{x}-1}}}     es una integral de contorno, cuyo contorno comienza y termina en +∞ y circunferencias de singularidades de un valor absoluto a lo sumo 2πM. La ecuación funcional aproximada da una estimación del tamaño del término error.Siegel (1932) y Edwards (1974) derivaron la fórmula de Riemann–Siegel formula para este fin, mediante la aplicación del método del descenso más rápido a esta integral, lo cual da una expansión asintótica para el término error R(s) como una serie de potencias negativas de Im(s).

En aplicaciones,  s está usualmente en la línea crítica, y los enteros positivos M y N son escogidos de tal manera que estén cercanos a (2π Im(s))1/2.Gabcke (1979) encontró unos buenos límites para el término de error de la fórmula Riemann–Siegel.

## Fórmula integral de Riemann
Riemann mostró que

{\displaystyle \int _{0\searrow 1}{\frac {e^{-i\pi u^{2}+2\pi ipu}du}{e^{\pi iu}-e^{-\pi iu}}}={\frac {e^{i\pi p^{2}}-e^{i\pi p}}{e^{i\pi p}-e^{-i\pi p}}}}

donde el contorno de integración es una línea de pendiente −1 que pasa entre 0 y 1 (Edwards, 1974, 7.9).
Él usó este método para dar la siguiente fórmula integral para la función zeta:
{\displaystyle \pi ^{-{\tfrac {s}{2}}}\Gamma \left({\tfrac {s}{2}}\right)\zeta (s)=\pi ^{-{\tfrac {s}{2}}}\Gamma \left({\tfrac {s}{2}}\right)\int _{0\swarrow 1}{\frac {x^{-s}e^{\pi ix^{2}}}{e^{\pi ix}-e^{-\pi ix}}}\,dx+\pi ^{-{\frac {1-s}{2}}}\Gamma \left({\tfrac {1-s}{2}}\right)\int _{0\searrow 1}{\frac {x^{s-1}e^{-\pi ix^{2}}}{e^{\pi ix}-e^{-\pi ix}}}\,dx}